# Homeotelèuton
Terme de la crítica textual referit a un error de còpia d'un text comès per salt d'ulls d'una síl·laba o una paraula a una altra síl·laba o paraula igual, amb el resultat d'una omissió o repetició d'un dels dos parònims i del fragment intermedi. És un error comès quan la vista torna al model després de copiar-ne un fragment i es fixa no en el punt correcte sinó en un de proper semblant, anterior (amb una repetició com a resultat) o posterior (amb una omissió o supressió com a conseqüència). La crítica interna d'un text ha d'identificar aquest error d'omissió o de repetició per esmenar-lo, tot assenyalant-lo. Ajuda a la identificació sobretot la comparació amb l'arquetip o amb altres còpies de les que formen la tradició directa o amb l'original si és una traducció.